# Лабораторная электропечь
Лабораторная электропечь — установка для нагрева материалов при помощи электрической энергии в лабораторных условиях, в ходе химических и физико-химических исследований, анализа и т. п. Конструкции и диапазоны рабочих температур лабораторных электропечей определяются их назначением и могут быть весьма разнообразны.

## Способы нагрева
В зависимости от способа нагрева различают:
- Печи сопротивления, нагрев в которых осуществляется за счёт пропускания тока через нагревательные элементы из металла (нихром, вольфрам, молибден и пр.) или неметаллических материалов (карбид кремния, дисилицид молибдена, хромит лантана, графит). Достоинства таких установок — простота регулирования температуры, возможность создания требуемого распределения температур в зоне нагрева.
- Индукционные печи. Нагрев осуществляется за счёт теплового действия вихревых электрических токов, наводимых в нагреваемом теле электромагнитным полем индуктора. Такие установки позволяют получить высокие температуры, легко регулируются, но в них затруднён нагрев неметаллических и немагнитных материалов. В индукционных печах с индуктором особой формы возможна плавка металлов во взвешенном состоянии, когда полностью исключён нежелательный контакт расплава с футеровкой или тиглем.
- Дуговые печи, источником тепла в которых служит электрическая дуга между двумя или более электродами. В лабораторной практике подобные установки имеют довольно ограниченное применение, они позволяют достигать высоких температур, но плохо поддаются регулировке, зону равномерного распределения температуры в них создать сложно.
- Плазменно-дуговые печи, источник тепла в которых — струя плазмы, создаваемая плазмотроном. Позволяют нагревать материал до очень высоких температур в разнообразных атмосферах, но поддерживать заданную температуру и обеспечивать однородный нагрев во всём рабочем объёме сложно. Так, часто используются плазменно-дуговые печи с керамическим тиглем, удобные для исследования литейных процессов.
- Электроннолучевые печи, в которых нагрев материала осуществляется при бомбардировке его потоком ускоренных электронов. В лабораторной практике применяются для зонной очистки металла, для выращивания монокристаллов и пр.

## Конструкция печи
Конструкция лабораторной печи зависит от решаемых задач; некоторые распространённые типы печей сопротивления:
- Муфельные печи — электропечи с горизонтальной камерой нагрева (муфелем) из огнеупорного материала. Нагревательные элементы (проволочные или ленточные сопротивления, стержни из силита или стержни Нернста и пр.) расположены на внешней поверхности муфеля.
- Трубчатые печи — открытые с двух сторон керамические или кварцевые трубы, разогреваемые проволочным нагревателем. Труба может располагаться вертикально, горизонтально или под углом; печь может быть снабжена механизмом вращения трубы.
- Тигельные печи — с вертикально расположенным керамическим цилиндрическим муфелем со съемной крышкой.
- Криптоловые печи — тигельные печи, в которых в качестве нагревателя используется криптол (угольные зёрна крупностью 2-3 мм). Разогрев осуществляется за счёт возникновения микродуг между отдельными зёрнами и из-за большого сопротивления в месте контакта зёрен.

Для целей конкретной лаборатории или проводимого исследования могут разрабатываться и использоваться специальные конструкции печей, например, печь кипящего слоя (нагрев псевдоожиженного порошкообразного материала), гарнисажная электропечь (дуговая электропечь с использованием для защиты стенок и подины слоя гарнисажа) и пр.